# Paronychia jamesii
Paronychia jamesii är en nejlikväxtart som beskrevs av John Torrey och Gray. Paronychia jamesii ingår i släktet prasselörter, och familjen nejlikväxter. Inga underarter finns listade i Catalogue of Life.